# Filip Maciejuk
Filip Maciejuk (Puławy, 3 settembre 1999) è un ciclista su strada polacco che corre per il team Red Bull-Bora-Hansgrohe. È professionista dal 2022.

## Palmarès

### Strada
- 2016 (Juniores)

2ª tappa Coupe du Président de la Ville de Grudziądz (Świecie > Świecie)
Campionati polacchi, Prova a cronometro Junior
- 2017 (Juniores)

2ª tappa Coupe du Président de la Ville de Grudziądz (Świecie > Świecie)
Classifica generale Coupe du Président de la Ville de Grudziądz
Campionati polacchi, Prova a cronometro Junior
- 2018 (Leopard Pro Cycling, due vittorie)

Classifica generale Carpathian Couriers Race
2ª tappa, 2ª semitappa Szlakiem Walk Majora Hubala (Busko-Zdrój, cronometro)
- 2021 (Leopard Pro Cycling, quattro vittorie)

1ª tappa, 1ª semitappa L'Etoile d'Or (Pouligny-Saint-Pierre, cronometro)
Classifica generale L'Etoile d'Or
2ª tappa Carpathian Couriers Race (Muszyna > Niedzica-Zamek)
Classifica generale Carpathian Couriers Race
- 2024 (Red Bull - BORA - hansgrohe, una vittoria)

Campionati polacchi, Prova a cronometro

#### Altri successi
- 2016 (Juniores)

Classifica giovani Coupe du Président de la Ville de Grudziądz
- 2018 (Leopard Pro Cycling)

Classifica giovani Triptyque des Monts et Châteaux
Classifica giovani Carpathian Couriers Race
Classifica giovani Szlakiem Walk Majora Hubala
- 2021 (Leopard Pro Cycling)

Classifica a punti Carpathian Couriers Race

### Pista
- 2018

Campionati polacchi, Omnium

## Piazzamenti

### Classiche monumento
- Milano-Sanremo

2025: 159°
- Giro delle Fiandre

2022: 84º
2023: squalificato
2024: 81°
2025: ritirato
- Parigi-Roubaix

2024: 97º

### Competizioni mondiali
- Campionati del mondo

Doha 2016 - Cronometro Junior: 39º
Bergen 2017 - Cronometro Junior: 3º
Bergen 2017 - In linea Junior: ritirato
Innsbruck 2018 - Cronometro Under-23: 22º
Innsbruck 2018 - In linea Under-23: ritirato
Yorkshire 2019 - Cronometro Under-23: 30º
Yorkshire 2019 - In linea Under-23: 52º
Fiandre 2021 - Cronometro Under-23: 27º
Fiandre 2021 - Staffetta: 10º
Fiandre 2021 - In linea Under-23: 72º
Zurigo 2024 - Cronometro Elite: 28º
Zurigo 2024 - In linea Elite: ritirato

### Competizioni europee
- Campionati europei

Plumelec 2016 - Cronometro Junior: 37º
Plumelec 2016 - In linea Junior: ritirato
Herning 2017 - Cronometro Junior: 7º
Herning 2017 - In linea Junior: 43º
Zlín 2018 - Cronometro Under-23: 7º
Zlín 2018 - In linea Under-23: 17º
Alkmaar 2019 - Cronometro Under-23: 20º
Alkmaar 2019 - In linea Under-23: 34º
Plouay 2020 - Cronometro Under-23: 17º
Plouay 2020 - In linea Under-23: 52º
Trento 2021 - Cronometro Under-23: 17º
Trento 2021 - In linea Under-23: ritirato
Monaco di Baviera 2022 - Cronometro Elite: 20º
Monaco di Baviera 2022 - In linea Elite: 50º
Drenthe 2023 - In linea Elite: 53º
Limburgo 2024 - Cronometro Elite: 16º
Limburgo 2024 - Staffetta mista: 4º
Limburgo 2024 - In linea Elite: 42º